# Fertőszéplak
Fertőszéplak (deutsch: Schlippach am See) ist eine Gemeinde im Kreis Sopron im Komitat Győr-Moson-Sopron in Ungarn.
Durch Fertőszéplak führt der internationale Neusiedler See-Radweg. Weitere ungarische Orte an dieser Strecke sind Fertőd, Hegykő, Fertőhomok, Hidegség, Fertőboz, Balf und Fertőrákos.
Das bedeutende ungarische Adelsgeschlecht der Széchenyi stammt ursprünglich aus Fertőszéplak, bevor es im 18. Jahrhundert seinen Stammsitz nach Nagycenk verlegte.

## Sehenswürdigkeiten
- Allerheiligenkirche: Graf György Széchenyi ließ 1726 die barocke Kirche errichten. Neben der Kirche befindet sich ein kleiner barocker Kalvarienberg.
- Széchenyi Burg: Gegenüber der Kirche befindet sich der alte Stammsitz der Familie Széchenyi.
- Volkskunde-Freilichtmuseum: In der Széplaki Straße befinden sich einige Beispiele für ungarischen Bauernbarock. In fünf dieser schön restaurierten Arkadenhäuser befindet sich heute das Volkskunde-Freilichtmuseum. Die Ausstellung zeigt Geschichte, Leben und Arbeitswelt sowie Volkskunst der hier entlang des Neusiedler Sees lebenden Menschen. In den Häusern wird die Entwicklung der Wohnkultur von 1850 bis 1950 und alte Handwerkskunst, z. B. Korbflechterei aus Schilf vom nahen See, Weberei und Binnenfischerei, anschaulich dargestellt. In den zum Teil traditionell mit Reet gedeckten Nebengebäuden sind Gerätschaften und Beispiele der zunehmenden Technisierung des bäuerlichen Lebens ausgestellt.

## Verkehr
In Fertőszéplak treffen die Landstraßen Nr. 8518 und Nr. 8522 aufeinander. Der östlich der Gemeinde liegende Bahnhof Fertőszéplak-Fertő ist angebunden an die Eisenbahnstrecke von Neusiedl am See nach Fertőszentmiklós.

## Galerie

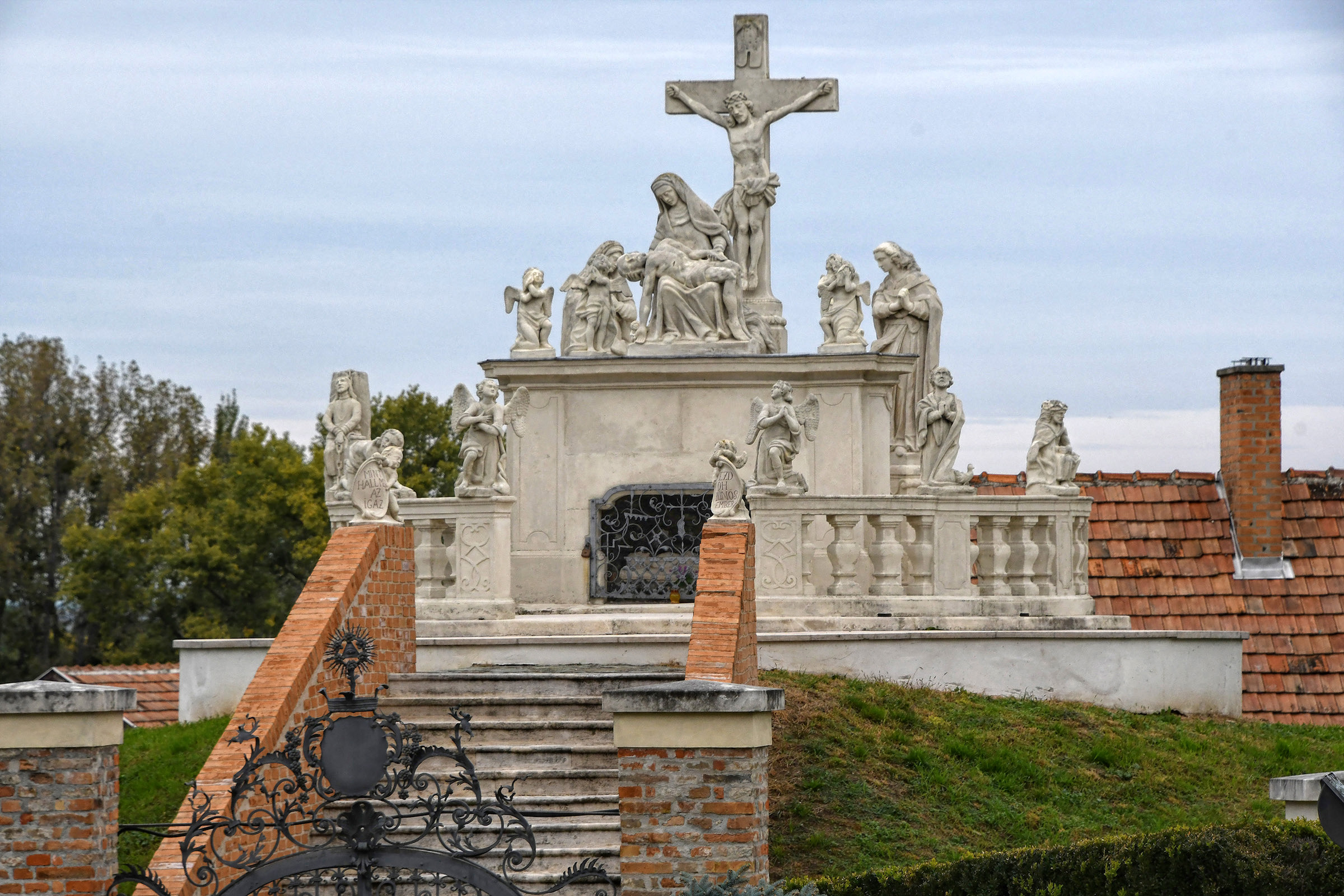
Kalvarienberg
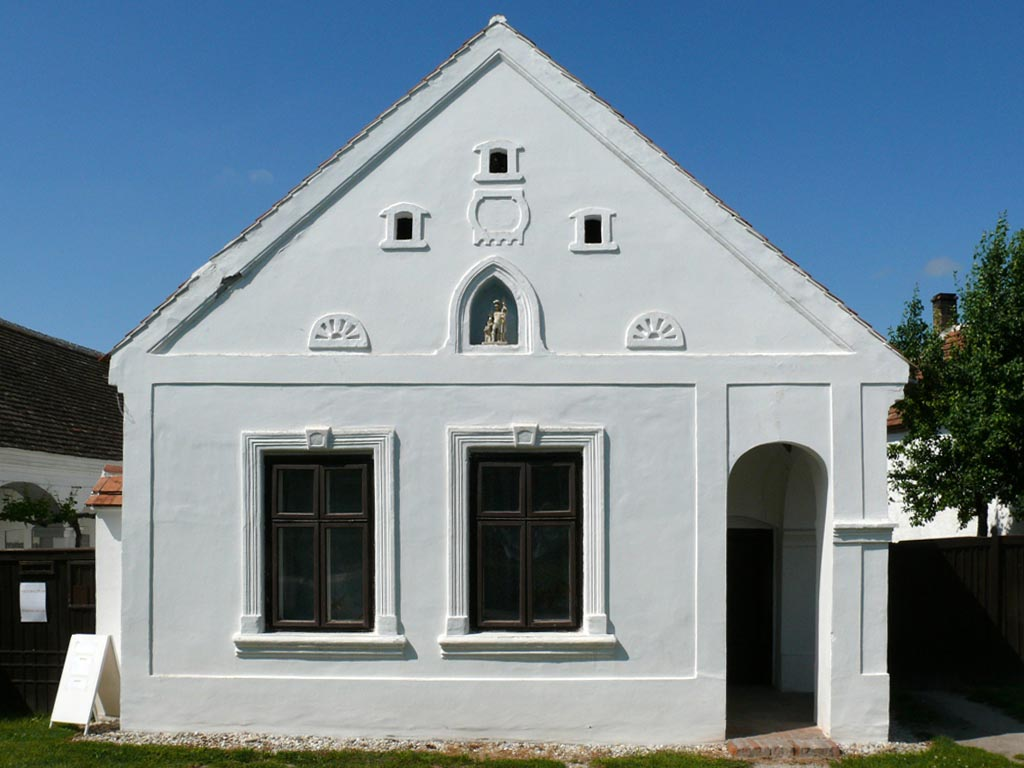
Museum, Straßenfront
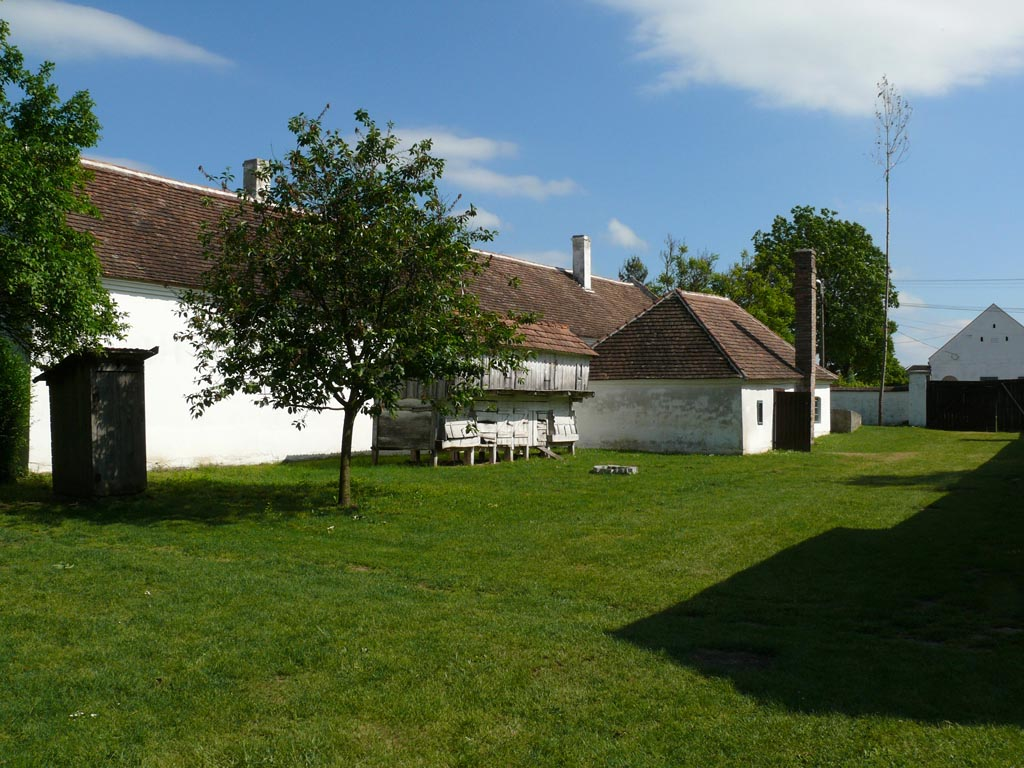
Museum, Innenhöfe
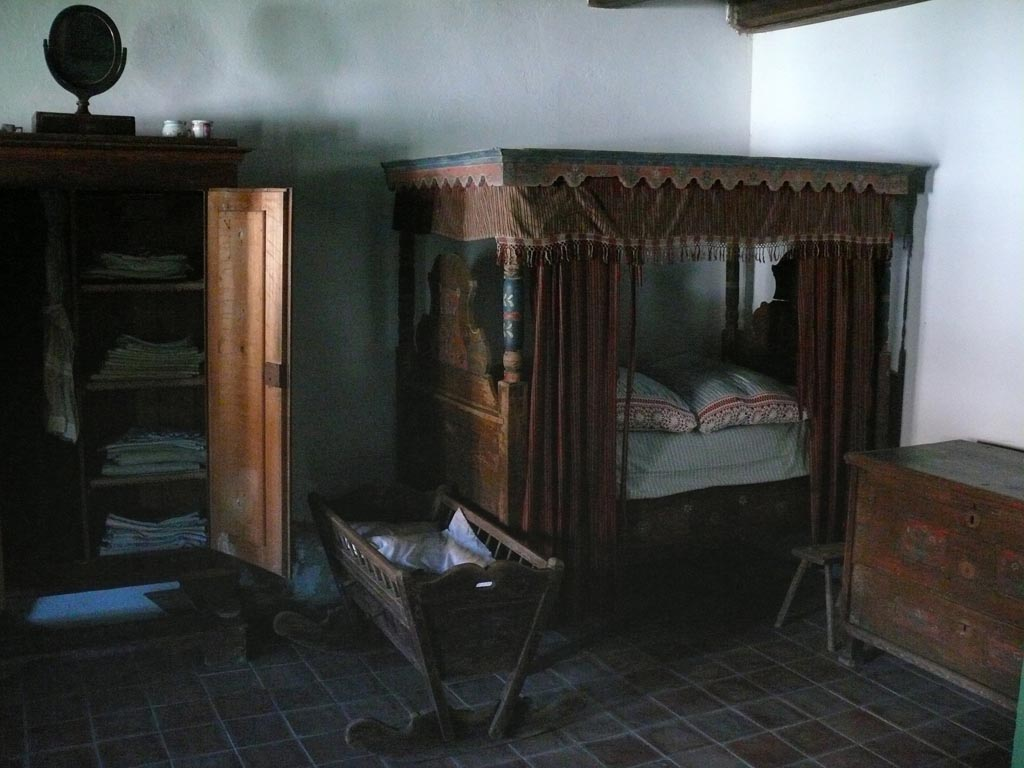
Museum, Bauernmöbel
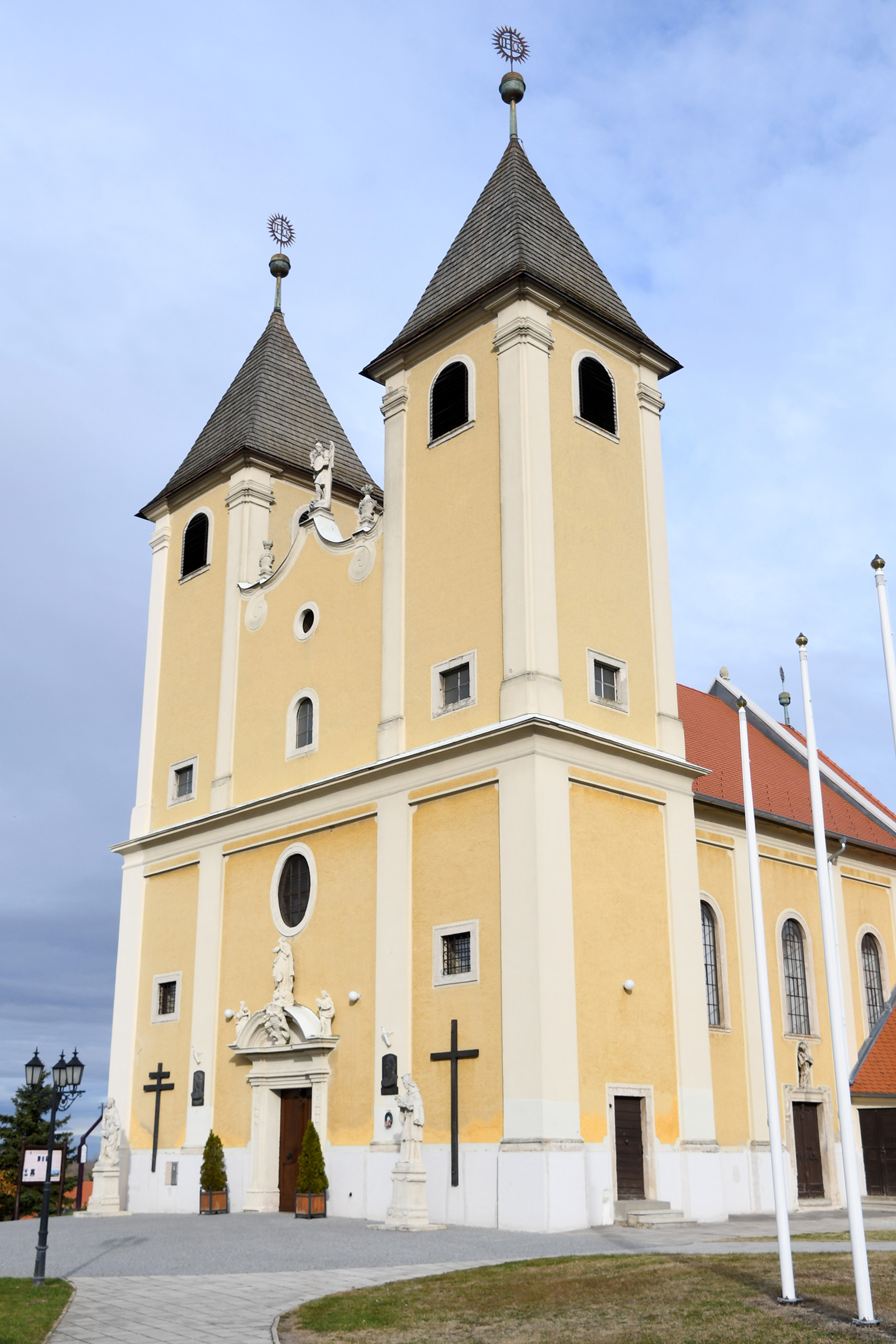
Römisch-katholische Kirche Mindenszentek